# Arrondissement Dax
Arrondissement Dax (fr. Arrondissement de Dax) je správní územní jednotka ležící v departementu Landes a regionu Akvitánie ve Francii. Člení se dále na 13 kantonů a 153 obce.

## Kantony
- Amou
- Castets
- Dax-Nord
- Dax-Sud
- Montfort-en-Chalosse
- Mugron
- Peyrehorade
- Pouillon
- Saint-Martin-de-Seignanx
- Saint-Vincent-de-Tyrosse
- Soustons
- Tartas-Est
- Tartas-Ouest